# Eurysternus plebejus
Eurysternus plebejus är en skalbaggsart som beskrevs av Edgar von Harold 1880. Eurysternus plebejus ingår i släktet Eurysternus och familjen bladhorningar. Inga underarter finns listade i Catalogue of Life.